# Arycanda alternata
Arycanda alternata là một loài bướm đêm trong họ Geometridae.